# Lord Nunatak
Lord Nunatak är en nunatak i Antarktis. Den ligger i Östantarktis. Storbritannien gör anspråk på området. Toppen på Lord Nunatak är 1 014 meter över havet.
Terrängen runt Lord Nunatak är lite kuperad, och sluttar norrut. Trakten är obefolkad. Det finns inga samhällen i närheten.